# Wittelsbach-klass
Wittelsbach-klass var en klass av pre-dreadnought-slagskepp i kejserliga tyska marinen. Klassen bestod av fem fartyg; SMS Wittelsbach, SMS Wettin, SMS Zähringen, SMS Schwaben och SMS Mecklenburg. Huvudbestyckningen utgjordes av fyra 24 cm kanoner i två dubbeltorn, ett i fören och ett i aktern, och den sekundära bestyckningen av arton 15 cm kanoner av vilka fyra var uppställda i egna torn och de återstående i kasematter. Fartygen byggdes åren 1899-1904 och levererades mellan 1902 och 1903.
Vid första världskrigets utbrott 1914 var de redan omoderna, men kom trots detta att delta operationer mot den ryska flottan i Östersjön. Samtliga av Wittelsbach-skeppen utrangerades som stridande enheter 1915. Under återstoden av kriget tjänade de i olika understödsroller. Efter krigsslutet byggdes Wittelsbach och Schwaben om till moderfartyg för minsvepare, och såldes  tillsammans med Meckenleburg och Wettin, för skrotning i början av 1920-talet. Zähringen användes från och med 1928 som skjutmål. 1945 sänktes hon i Wilhelmshavens hamn av sin egen besättning. Vraket skrotades på 1950-talet.